# A hitetlen
A hitetlen (eredeti cím: The Believer) 2001-ben bemutatott amerikai filmdráma, melyet Henry Bean írt és rendezett. A főbb szerepekben Ryan Gosling, Billy Zane, Theresa Russell és Summer Phoenix látható.
A film egy szkinheddé váló zsidó fiatalember belső meghasonlásáról szól. Alaptörténetét Daniel Burros, az amerikai náci párt tagjának élete szolgáltatta: Burros öngyilkos lett, miután a The New York Times egyik újságírója nyilvánosságra hozta, hogy valójában zsidó.
Világpremierje 2001. január 19-én volt a Sundance Filmfesztiválon, ahol elnyerte a zsűri nagydíját.

## Cselekmény
Daniel Balint New Yorkban élő fanatikus antiszemita. Súlyos titka, hogy maga is zsidó, iskolásként a talmudot és a tórát tanulmányozta. A filmben visszaemlékezésként többször is megjelenik egykori iskolája, ahol problémát okoz az Ószövetség egyes részeiről alkotott sajátos véleménye. Ilyen például az a feltevése, miszerint Isten nem Ábrahám felé irányuló szeretetére kíváncsi, amikor arra utasítja, áldozza fel fiát, Izsákot, hanem annak kimutatása, hogy bármit megtehet.
Balint egy gyűlésen találkozik két fasiszta mozgalmárral, Curtis Zampffal és Lina Moebiusszal. Balint nézetei, miszerint a zsidókat meg kell gyilkolni, túl szélsőségesek a csoportnak, de a fiatalember tudása, érvelése felkelti érdeklődésüket. Arra a kérdésre, hogy ki lenne az a zsidó, akit először megölne, Balint egy bankárt nevez meg. Balintot Zampf és Moebius meghívja egy erdei táborba, ahol hozzá hasonló gondolkodású szkinhedek vannak. A gyűlésről hazafelé tartva Balint és barátai összeverekednek két feketével, és emiatt a rendőrségen kötnek ki. Az óvadékot Lina Moebius, Carla lánya teszi le értük, aki azon az éjszakán lefekszik Daniel Balinttal.
A fiatal náci találkozik egy újságíróval, Guy Danielsennel, aki a szélsőjobboldali csoportokról ír cikket. A beszélgetés során Balint egyre hevesebben fejti ki nézeteit arról, hogy a zsidók miként teszik tönkre a világot, amikor kiderül, Danielsen tud zsidó származásáról. Balint megfenyegeti, hogy öngyilkos lesz, ha az újságíró ezt megírja.
Balint és barátai elmennek a Moebius féle táborba, ahol találkoznak több hasonszőrű fiatalemberrel, köztük a kiváló lövésszel, Drake-kel. Egyik nap elmennek egy kóser étterembe, ahol verekedést provokálnak. A bíróság arra ítéli őket, hogy találkozzanak olyan idős zsidókkal, akik túlélték a holokausztot, és hallgassák meg emlékeiket. Az egyik öregember elmeséli, hogyan szúrta le egy német bajonettel hároméves gyermekét. Balint azt a kérdést feszegeti, hogy a zsidók miért nem álltak ellen, miért nem volt bennük elég bátorság rátámadni ellenségeikre. A történet többször kísérti őt, hol a német, hol a zsidó apa szerepében jelenik meg.
Balint és társai betörnek egy zsinagógába, és egy pokolgépet helyeznek el benne, illetve tönkreteszik a berendezést. Balint ismét látja a tóratekercset, amelyen "Isten szavai vannak", és megvédi a többiektől. Másnap a hírekből megtudják, hogy a bomba nem döntötte romba az épületet, mert 13 perccel a tervezett robbanás előtt lemerült az eleme. Balint egyre nehezebben tudja származását és nézeteit összeegyeztetni: újra megjelenik előtte a gyerekgyilkosság története, náci karlendítés közben zsidó imát mond.
Drake azt javasolja neki, hogy öljék meg a Balint által korábban célpontnak javasolt bankárt, Manzettit. Balint nem találja el, mire Drake leleplezi zsidóságát. Balint meglövi, és elmenekül. Ismét találkozik Zampffal és Lina Moebiusszal, akik "szalonképessé" akarják tenni a mozgalmukat. Ehhez oktatásokat és pénzgyűjtést akarnak rendezni. Ennek élére Balintot képzelik el. Eközben Carla egyre több időt tölt Balintnál. Mivel érdekli a zsidó kultúra, rábeszéli a fiút, hogy tanítsa héberül, tartsanak zsidó ünnepeket, járjanak el a zsinagógába.
Balint egy zsidó könyvesboltban összefut egykori osztálytársával Stuarttal és menyasszonyával Miriammal, akik meghívják egy istentiszteletre. Ott összeszólalkozik egy másik volt diákkal, aki rasszizmussal vádolja őt. Balint válaszul a cionizmus és a fasizmus között von kapcsolatot. Kiderül, hogy Miriam az ügyészségen dolgozik, és tud Balint szerepéről az amerikai fasiszta mozgalomban. Felajánlja neki, hogy mentességet kap, ha leleplezi a Moebius féle csoportosulást.
Drake agyonlövi Manzettit, de Moebiusék úgy gondolják, hogy Balint volt az, ezért megszakítják a kapcsolatot vele, az újságban pedig megjelenik az őt leleplező cikk. Balint és barátja pokolgépet szerelnek egy zsinagógába, ahol Balint kierőszakolja, hogy ő prédikálhasson. A bomba robbanása előtt kiparancsolja az embereket a templomból, hogy egyedül ő haljon meg.

## Szereplők
| Szerep                | Színész         | Magyar hang   |
| --------------------- | --------------- | ------------- |
| Daniel "Danny" Balint | Ryan Gosling    | Hujber Ferenc |
| Curtis Zampf          | Billy Zane      | Szabó Győző   |
| Lina Moebius          | Theresa Russell | Andresz Kati  |
| Carla Moebius         | Summer Phoenix  |               |

## Fogadtatás

### Fontosabb díjak és jelölések
Sundance Filmfesztivál (2001)
- díj:  A zsűri nagydíja